# Romvári Gizi
Romvári Gizi (Békéscsaba, 1938. augusztus 30. – Békéscsaba, 2010. október 21. ) magyar színésznő.

## Életpályája
Békéscsabán született, 1938. augusztus 30-án. Pályáját a Békés Megyei Jókai Színházban kezdte. 1957. december 22-én, Honti Sándor Jancsi és Juliska című meseoperettjében Juliskaként játszotta első főszerepét. Itt a színházban ismerte meg első férjét, Szoboszlai Sándor színművészt. Rövid kitérővel mindketten 1960-tól az egri Gárdonyi Géza Színházhoz szerződtek, de 1962-től ismét a békéscsabai színház tagjai voltak.
Romvári Gizi utoljára 1971 nyarán, a békéscsabai Ligeti Szabadtéri Színpadon, Marc Camoletti Leszállás Párizsban című vígjátékában lépett közönség elé. Pályáját megszakítva harmadik férje, dr. Tabi László orvos mellett asszisztensként dolgozott, Somogy megyében. Válása után visszatért szülővárosába. A színpadtól visszavonulva, a Munkácsy Mihály Múzeumban helyezkedett el, ahonnan könyvtárosként ment nyugdíjba.
Emlékét a Jókai Színházban alapítvány őrzi.
Orvos férjétől egy fiúgyermeke született: András.

## Fontosabb színházi szerepei
- William Shakespeare: A makrancos hölgy... Bianca, Baptista lánya
- Oscar Wilde: Hazudj igazat... Cardew Cecily
- Ray Lawler: A tizenhetedik baba nyara... Bubba, fiatal szomszédlány
- Valentyin Petrovics Katajev: Kisorsolt menyasszony... Vera, a csupaszív
- Jacques Offenbach: Eljegyzés lámpafénynél... Denise
- Móricz Zsigmond: Nem élhetek muzsikaszó nélkül... Birike
- Móricz Zsigmond: Úri muri... Rozika
- Szigligeti Ede: Liliomfi... Mariska
- Mikszáth Kálmán – Benedek András – Karinthy Ferenc: A Noszty fiú esete Tóth Marival... Tinka
- Gárdonyi Géza: Ida regénye... Ida, Ó Péter leánya
- Hubay Miklós – Vas István – Ránki György: Egy szerelem három éjszakája... Júlia
- Schönthan testvérek – Kellér Dezső – Horváth Jenő – Szenes Iván: A szabin nők elrablása... Irma, Szilvássy felesége
- Hervé: Nebáncsvirág... Denise
- Iszaak Oszipovics Dunajevszkij: Szabad szél... Berta
- Huszka Jenő: Mária főhadnagy... Mária
- Ábrahám Pál: Viktória... Ach-Wong
- Lehár Ferenc: A mosoly országa... Mi, (Szu Csong) nővére
- Lehár Ferenc: Víg özvegy... Olga, (Kromov) felesége
- Kálmán Imre: Marica grófnő... Liza
- Zerkovitz Béla – Szilágyi lászló: Csókos asszony... Katóka
- Eisemann Mihály: Én és a kisöcsém... Kelemen Kató
- Dékány András – Baróti Géza  – Vaszy Viktor: Dankó Pista... Juli
- Görgey Gábor – Vörösmarty Mihály: Handabasa, avagy a fátyol titkai... Vilma, Ligeti nevelt leánya
- Romhányi József: Hamupipőke... Hamupipőke
- Örkény István: Tóték... Ágika
- Nyíri Tibor: Alacsony mennyezet... Vakulya Katalin
- Gyárfás Miklós: Férfiaknak tilos... Júlia, aki még alig kisasszony
- Király Dezső: Az igazi... Magda, Viola Péter felesége
- Abody Béla: Nyomozás... A lány
- Raffai Sarolta: Diplomások... Kató, könyvelő
- Kállai István: Ilyennek hazudtalak... Bea
- Abay Pál: Ne szóljatok bele!... Böbe, Táncos egyik lánya
- Abay Pál: Szeress belém... Csilla, György rajongója
- Oláh Margit: Nézd meg az apját!... Balogh Zsuzsa
- Örsi Ferenc: A kapitány... A kislány
- Szinetár György – Behár György – Szenes Iván: Susmus... Éva
- Ságodi József: Majd az utánpótlás... Éva
- Kövesdi Nagy Lajos – Dobos Attila – Szenes Iván: Isten véled, édes Piroskám!... Colette, sztriptíztáncosnő
- Kövesdi Nagy Lajos – Szenes Iván: Szegény kis betörő... Vera, Maróti lánya
- Hajdu Júlia – Kaszó Elek – Tóth Miklós: Füredi komédiások... Málika
- Szántó Armand – Szécsén Mihály: Dunaparti randevú... Lilian, Mr. Kenedi lánya
- Dávid Rózsa – Stark Tibor: Könnyű a nőknek... Colette
- Honti Sándor: Jancsi és Juliska... Juliska
- Brandon Thomas – Aldobolyi Nagy György – Szenes Iván: Charley nénje... Molly, Lord Lavery lánya
- Jacques Deval – Nádas Gábor – Szenes Iván: A potyautas... Martine
- Victorien Sardou – Émile de Najac: Váljunk el!... Josephine, a szobalány
- Zoltán Pál – Török Rezső: Péntek Rézi... Rosita, Orlando leánya
- Bondi Endre – Mikszáth Kálmán: Az eladó birtok... Erzsike
- Bedő István: Hotel Szerelem... Zsófi, a festő mindenese
- Vratislav Blažek: Mesébe illik... Vera
- Oldřich Daněk: Szemtől szembe... Hanka Bozsena
- Rolf Schneider: A per... Cathie
- Jack Popplewell: Kezeket fel!... Helen
- André Michel: Lulu... Lulu
- Marc Camoletti: Leszállás Párizsban... Jacqueline